# 1340

## Esdeveniments

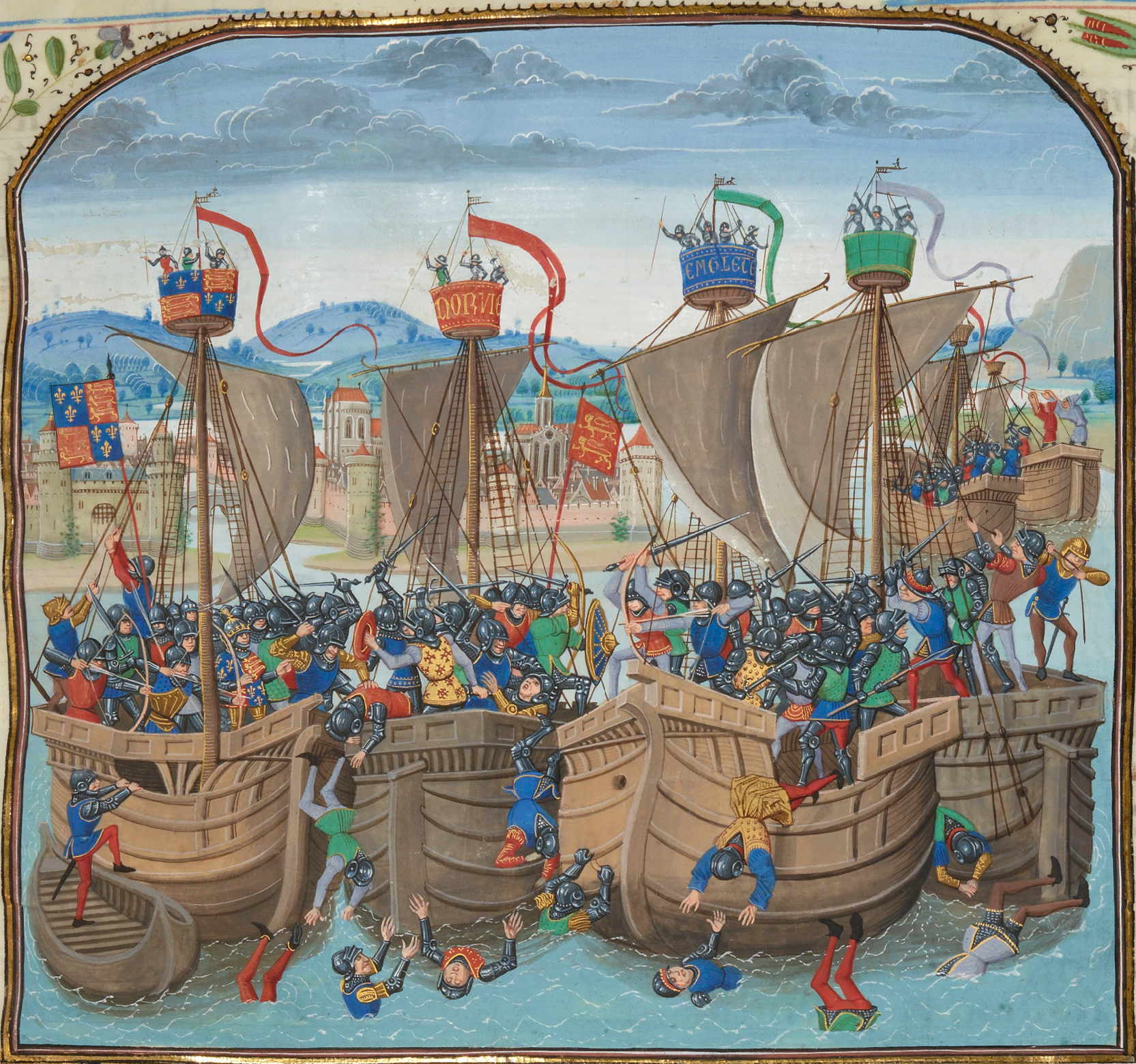
Una miniatura de la batalla de les Cròniques de Jean Froissart

- 24 de juny: té lloc la batalla naval de Sluis, que va ser el primer gran enfrontament armat entre anglesos i francesos, en el context de la guerra dels Cent Anys, i va tenir lloc a la badia de Sluis (la Resclosa), situada al comtat de Flandes a la frontera amb Zelanda. La batalla aviat va esdevenir un seguit d'abordatges mutus i sagnants combats cos a cos a les cobertes de les naus. La flota anglesa, dirigida pel rei Eduard III, va obtenir la primera i important victòria del llarg conflicte. França va perdre, però els seus almiralls van saber copiar la tàctica d'Eduard per poder atacar després les costes angleses amb mètodes similars.[1]
- 30 d'octubre - Riu Salado, Tarifa: Batalla del riu Salado: victòria dels cristians sobre els àrabs.
- El rei anglès, Eduard III d'Anglaterra és nomenat monarca de França, fet que fa complicar la guerra dels Cent Anys entre els dos països.
- Generalització de l'impost alcabala a Castella.